# Imperialissima-Meister
Imperialissima-Meister ist ein kunstwissenschaftlicher Notname und bezeichnet einen unbekannten niederdeutschen Bildschnitzer des Spätmittelalters, der Ende des 15. und Anfang des 16. Jahrhunderts in Lübeck tätig war.

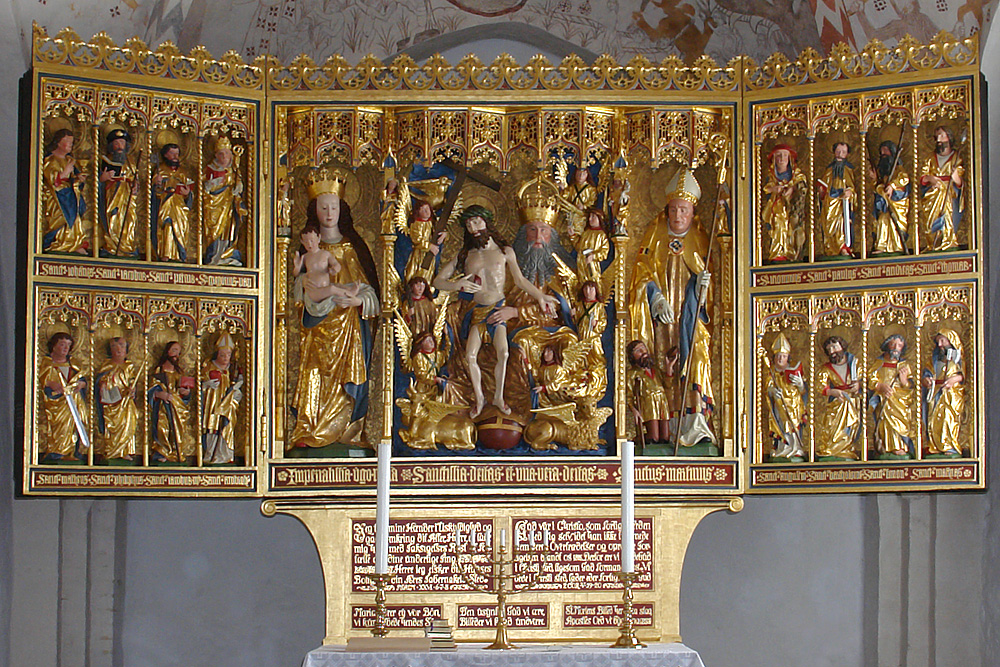
Altar in der Kirche von Hald mit der Marienstatue Imperialissima virgo Maria

Der Imperialissima-Meister bekam seinen Namen im 20. Jahrhundert durch den schwedischen Kunsthistoriker Andreas Lindblom. Er wurde benannt nach der Inschrift unter einer Marienstatue eines Altars, die Imperialissima virgo Maria lautet. Dieses den Notnamen gebende Schnitzwerk befindet sich im Mittelschrein des Flügelaltars in Hald nordöstlich von Randers auf Jütland.
Der Heidelberger Kunsthistoriker Walter Paatz kam nach intensiver Befassung zu dem Ergebnis, dass folgende weitere Werke der niederdeutschen Spätgotik dem Imperialissima-Meister im Rahmen eines größeren Werkstattbetriebs mit entsprechenden Gehilfen zuzuordnen sind:
- Die Gregorsmesse, eine Marienkrönung und eine Mondsichelmadonna aus der Lübecker Jakobikirche, heute im St.-Annen-Kloster Lübeck;
- der Rese-Altar von 1499 aus der Lübecker Marienkirche, heute ebenfalls im St. Annen-Museum;
- Altarfiguren aus Tjustrup und Darum im Statens Museum for Kunst, Kopenhagen;
- der Marienaltar mit den Hl. Michael und Christoph in der Kirche von Trondenes;
- ein Altarretabel in Rapstedt bei Apenrade und zwei Rentabel in Aventoft;
- Retabel mit Gnadenstuhl im Isabella Stewart Gardner Museum in Boston;

Das Werk des Imperialissima-Meisters ist von Bernt Notke und der Produktionsweise in seiner großen Lübecker Werkstatt hergeleitet, aber auch vom Meister der Lübecker Steinmadonnen und von dem Schaffen Henning von der Heydes beeinflusst. Walter Paatz ordnet ihn als den Hauptgehilfen Bernt Notkes ein. Der Bildschnitzer Heinrich Wylsynck, als Künstler urkundlich nachgewiesen, aber eben ohne urkundlichen Nachweis des Werkbezugs, würde nach den Untersuchungen von Paatz auch von den Lebensdaten am besten zum Werk des Imperilissima-Meisters passen. Allerdings sind die Werkzuordnungen zu Heinrich Wylsynck in der Kunstgeschichte zunächst höchst unterschiedlich gewesen.
Als Maler ordnete Paatz ihm die Flügel des Rese-Altars, die Gemälde des nördlichen Seitenaltars in der Kirche von Trondenes in Norwegen und die Äußeren Altarflügel im Dom zu Västerås zu.
Der Schnitzaltar aus der Zeit um 1480 in der Keitumer St.-Severin-Kirche wie auch der Mittelschrein des Altars in St. Johannes (Neukirchen) stammen möglicherweise auch aus der Schule des Imperialissima-Meisters.